# Lincolnovo moře
Lincolnovo moře je okrajové moře Severního ledového oceánu. Moře leží mezi severní části Grónska a Baffinova ostrova. 
Přes Robesonův a Naresův průliv je spojeno s Baffinovým mořem. Na jihovýchodu se zanořuje do pevniny Grónska několika velkými fjordy. Severní hranici tvoří spojnice mezi Cape Columbia na Baffinově ostrově a mysem Morrise Jesupa v Grónsku.
Lincolnovo moře je pokryto mořským ledem, který může dosahovat tloušťky až 15 metrů. 
Moře je pojmenováno po Robertu Todd Lincolnovi (1843–1926), americkém právníkovi a ministru války. Pojmenováno bylo během antarktické expedice A. W. Greelyho do Lady Franklin Bay v letech 1881–1884.